# Islands grundlag
Islands grundlag antogs år 1944 och kallas på isländska Stjórnarskrá lýðveldisins Íslands, ungefär på svenska "republiken Islands styrningsrulla". Enligt den är Island en republik "med konstitutionellt/parlamentariskt styre" (isländska: lýðveldi með þingbundinni stjórn, grundlagens § 1), det vill säga en konstitutionell republik, där styret är beroende av och lyder under de lagar och konstitutionella regler som beslutas av alltinget. Ordet þingbundinn kan också tolkas som "parlamentarisk", men något mer än det står inte i grundlagen om parlamentarismen. Men i praxis är parlamentarismen helt avgörande för hur regeringen utses på Island, det vill säga att en regering bildas med stöd av en majoritet i alltinget och att den ska ha alltingets förtroende, annars avgår den.
I grundlagens § 2 sammanfattas maktdelningsprincipen i grundlagen med lagstiftande, verkställande och dömande makt. Alltinget och presidenten har tillsammans den lagstiftande makten, presidenten och andra styrelseorgan den verkställande makten och domstolarna den dömande makten. Domstolarna kan endast organiseras genom lag enligt § 59 och i grundlagens kapitel V (§ 59-§ 61) regleras domstolarnas självständighet.

## Presidenten och regeringen

### Presidentval
Presidenten (isländska: forseti), som är landets statschef, väljs enligt författningens § 3 och § 5 genom direkta allmänna val vart fjärde år i juni eller juli genom majoritetsval. I detta val blir den vald som får de flesta rösterna, så kallad relativ majoritet (alltså är inte absolut majoritet nödvändig som i till exempel Frankrikes presidentval) (§ 3 och § 5). Valbara är isländska medborgare över 35 år och som har minst 1 500 och högst 3 000 andra röstberättigade (myndiga) islänningar bakom sig som kandidat (§ 5). Det händer att en sittande president blir omvald eftersom inga motkandidater har kunnat eller velat ställa upp före ett visst datum, varvid presidentval inte behöver hållas det året (§ 5). Sittande presidenter brukar dessutom väljas om med mer eller mindre stor majoritet och det finns heller ingen begränsning av antalet gånger en president kan väljas om som i till exempel USA, Frankrike och Finland.

### Presidentens mandatperiod och officiella bostad

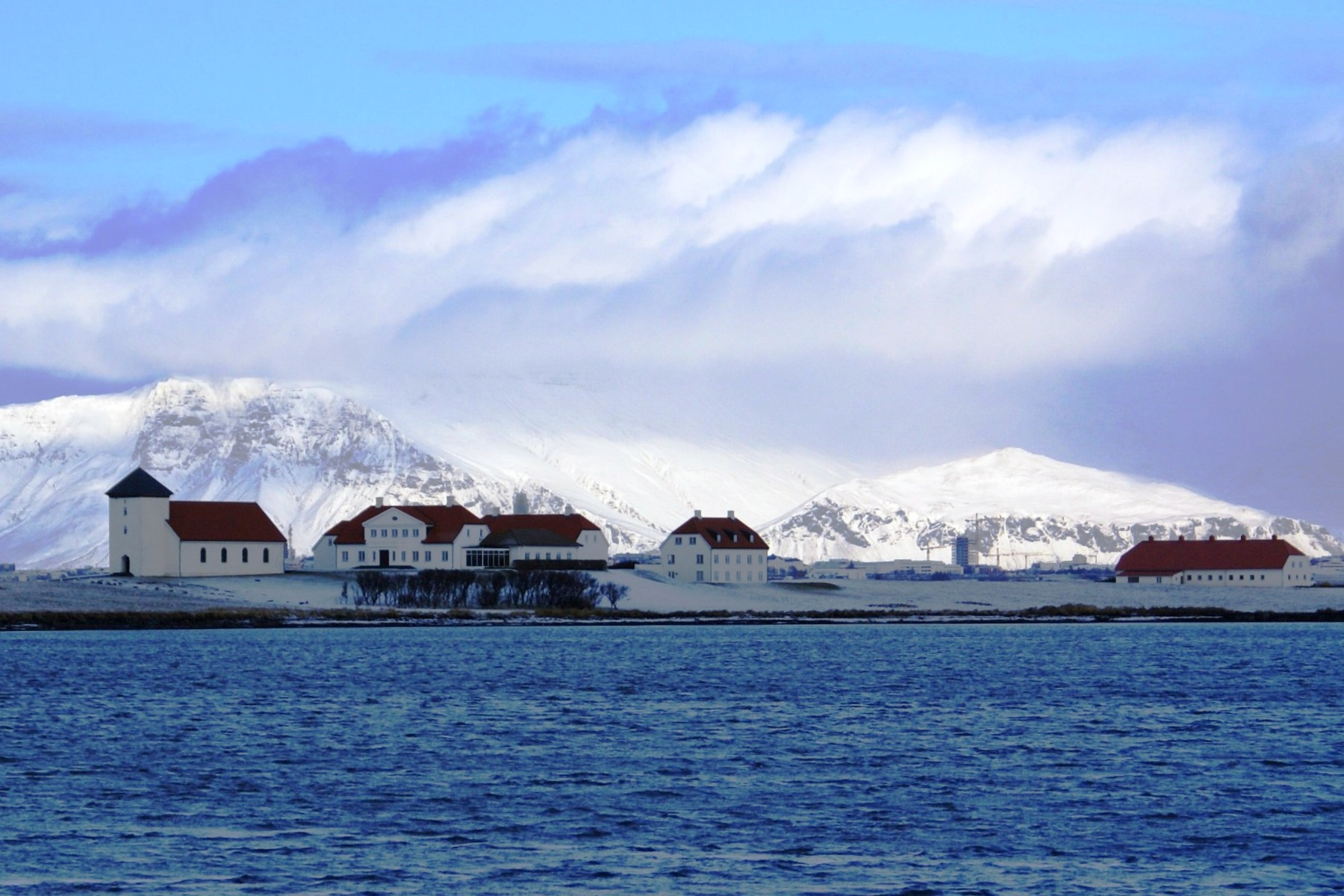
Bessastaðir, presidentens officiella bostad

Presidentens mandatperiod börjar sedan den 1 augusti och slutar den 31 juli fyra år därefter (§ 6). Avgår eller dör presidenten innan mandatperioden är slut, väljs enligt § 7 en ny president snarast och vars mandatperiod sedan slutar 31 juli fyra år senare. Innan presidenten då är utsedd tillsätts enligt § 8 ett interimsråd med tre personer: 1. Alltingets talman (forseti Alþingis), 2. statsministern och 3. högsta domstolens ordförande (forseti hæstaréttar). Det utövar presidentens befogenheter till dess presidenten tillträder. Talmannen leder och är ordförande i detta råd. Detsamma gäller om presidenten är förhindrad, sjuk eller dylikt. På tillträdesdagen avlägger presidenten ed eller försäkran på att hålla författningen (§ 10). Presidenten ska enligt § 12 bo "i Reykjavik eller dess närhet" í Reykjavík eða nágrenni, och presidentens officiella residens är Bessastaðir, en anrik och stor gård som ligger strax söder om Reykjavik.

### Presidentens befogenheter och ansvar
Presidenten har formellt sett relativt starka maktbefogenheter. Han/hon stadfäster den lagstiftande församlingen Alltingets lagar, vilka senast två veckor efter beslutet i alltinget ska läggas fram för presidenten (§ 26 och § 2). Den form av vetorätt som presidenten har gentemot alltingets beslutade lagar, är att när han/hon inte skriver under (stadfäster) en lag, så är en folkomröstning om lagen obligatorisk (§ 26), vilket inte i praktiken har skett så ofta. Regeringen och alltinget kan dock besluta att dra tillbaka lagen innan den läggs fram för presidenten och då blir det ingen folkomröstning. Presidenten utser och avskedar formellt också regeringen och bestämmer om ministrarnas antal (§ 15), sammankallar alltinget inom tio veckor efter val till alltinget och öppnar årligen det lagtima alltinget (§ 22), ajournerar (högst en gång årligen) samt upplöser alltinget och utlyser nyval (§ 23 och § 24). Vidare utnämner presidenten vissa i lag omnämnda ämbetsmän och sändebud (§ 20) och beslutar i en del andra viktiga regeringsärenden, till exempel undertecknar han/hon regeringens lagförslag till alltinget (§ 25) och undertecknar överenskommelser med andra stater med flera i utrikespolitiken, vilka ska godkännas av alltinget om överenskommelserna berör viktiga nationella intressen (§ 21). Presidenten deltar också i följande regeringsärenden: dispenser från lagar och regler i enlighet med särskilda lagbestämmelser (§ 30), benådning (§ 29), som dock inte gäller när ministrar döms, då ska benådning också godkännas av alltinget. I benådningsrätten ingår också en rätt att bestämma att vidare brottsutredning inte ska ske om det finns goda skäl för det (§ 29). Presidenten har dessutom rätt att utfärda lag i nödsituationer, när alltinget inte är samlat (§ 28). Sådana undantagsbestämmelser ska läggas fram för alltinget och godkänner de dem inte inom sex månader upphör bestämmelserna att gälla (§ 28).
Presidenten är enligt § 11 ansvarsfri i styrelseärenden och kan endast avsättas om alltinget med 3/4 majoritet beslutar om en folkomröstning med frågan om presidenten ska avgå eller ej (§ 11). Under tiden från beslutet fram till folkomröstningen, som ska hållas inom två månader efter alltingets beslut, är presidenten avstängd från tjänsten (§ 11). Säger folket i omröstningen ja till att presidenten ska avsättas, ska presidenten avgå, säger de nej ska alltinget upplösas och nyval hållas till alltinget. Brottsutredning kan dock inledas om alltinget samtycker till det (§ 11).

### Regeringen
Det politiska och juridiska ansvaret för styrningen ligger istället enligt § 14 på ministrarna i Islands regering (ríkisstjórn Íslands) och presidenten ska enligt § 13 låta en minister (ráðherra) verkställa besluten när han/hon utövar sina maktbefogenheter. Ministrarnas departement (ráðuneyti) ska ha sitt säte i Reykjavik enligt samma paragraf. Presidentens underskrift i alla ärenden (lagar och regeringsärenden) blir endast giltig genom en ministers kontrasignation, det vill säga att underskriften bevittnas med en ministers underskrift. Det sker vanligen före presidentens underskrift, eftersom ministern berett ärendet (§ 18 och § 19). Ministrarnas juridiska ansvar för lagligheten av de beslut de medverkat till bestäms i lag och ministrarna kan åtalas av alltinget inför en specialdomstol Landsdómur (§ 14), alltså en form av riksrätt vars ledamöter utses på ett särskilt sätt enligt en särskild lag.
Ministrarna bereder ärendena och presidenten undertecknar dem om det behövs enligt grundlag. Antingen reser presidenten då till regeringshögkvarteret Stjórnarráðið i Reykjavik eller ministrarna till presidentbostaden Bessastaðir. De ärenden som inte avgörs av presidenten avgörs av de enskilda ministrarna själva eller enligt § 17 vid regeringssammanträde (ráðherrafundur/ríkisstjórnarfundur "rådherresmöte/regeringsmöte") under den ministers ordförandeskap som presidenten utnämnt till statsminister (forsætisráðherra, "ordförandeskapsrådherren") (§ 17). I regeringssammanträde ska nya lagar och viktiga regeringsärenden behandlas (även de som ska läggas fram för presidenten), liksom de ärenden som en enskild minister vill ta upp där (§ 17). Några gånger per år föredrar ministrarna ärenden för presidenten i statsrådet (ríkisráð/ríkisráðsfundur, ríki betyder stat/rike) under presidentens ordförandeskap på Bessastaðir och det sker också vid regeringsskifte (§ 16).

### Sammanfattning
I praktiken har presidenten, delvis på grund av medvetna författningsregler som inskränker dennes makt, mest representativa funktioner, och flera isländska statschefer har varit verksamma inom kulturområdet före ämbetsmannautövningen, till exempel var president Vigdís Finnbogadóttir tidigare teaterchef. Inskränkningar av presidentens makt är att statsministern och ministrarna bereder och kontrasignerar presidentens beslut, att alltingets lagar endast kan avvisas genom folkomröstning, liksom i viss mån också att presidenten kan avsättas genom en folkomröstning, beslutad av en kvalificerad majoritet i alltinget. De representativa funktionerna har också till syfte att fungera som en enande symbol för nationen (isländska: þjóðin), alltså är rollen inte tänkt att vara partipolitisk.

## Alltinget

### Alltingets historiska bakgrund samt om val till alltinget

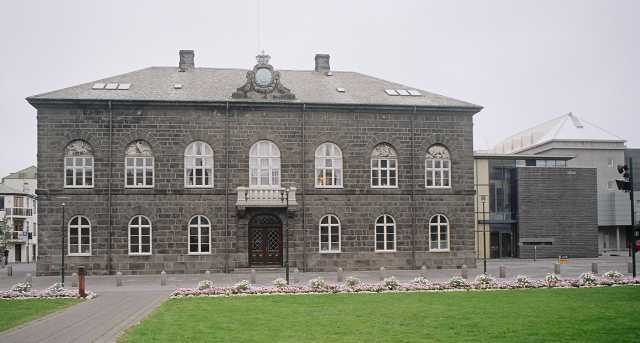
Alltingshuset i Reykjavik

Det isländska parlamentet Alltinget (Alþingi) har sina rötter i det vikingatida tinget som bildades år 930 och hölls i Þingvellir. Det har 63 ledamöter som väljs genom allmänna proportionella val vart fjärde år (§ 31) och presidenten kan utlysa nyval dessförinnan (se ovan). Valet sker för närvarande, sedan 2003, i sex (tidigare åtta) valkretsar (se Islands valkretsar) och uddatalsmetoden tillämpas vid fördelningen av platserna. Minst åtta platser ska vara utjämningsmandat (§ 31). Rösträttsåldern är 18 år (§ 33) och alla röstberättigade är valbara utom domarna i Hæstirétturinn, Islands högsta domstol (§ 34). Sedan valet har trätt i kraft genom att alltinget samlas (senast tio veckor efter valet enligt § 24) ska varje ledamot (tillsammans) avlägga en förestavad ed eller försäkran på att hålla författningen (§ 47). 

### Alltingets organisation och arbete
Lagtima allting samlas varje år den första vardagen i oktober (§ 35) och samlas alltsomoftast i Reykjavik (§ 37), presidenten kan dock enligt sistnämnda paragraf bestämma annan plats om efter vad som regleras närmare i lag (exempelvis om smittsam sjukdom bör undvikas). Fram till en grundlagsändring 1991 arbetade alltinget i två avdelningar, den övre och den nedre (efri deild och neðri deild), men arbetar sedan dess i en avdelning (§ 32). Den övre avdelningen utsågs av hela alltinget efter allmänna val till alltinget och hade Stortinget i Norge som förebild, där motsvarigheterna till de bägge avdelningarna fram till 2009 är Odelstinget och Lagtinget.
Tre läsningar, det vill säga antal gånger ärendet behandlas i tinget, är nödvändiga för att ett tinget ska kunna fatta beslut i ett ärende och hälften av tingets medlemmar måste vara på plats för att beslut ska kunna fattas (§ 53). Alltinget utser utskott (nefndir nämnder) för undersökningar och beredning av alltingets större och viktigare ärenden. De har rätt att kalla både ämbetsmän och enskilda för information, muntligen och skriftligen (§ 39).

## Historisk bakgrund
Före 1944 hade Island två grundlagar, grundlagen under unionen med Danmark under åren 1918-1944, samt den första egna grundlagen under danskt styre under åren 1874-1918. Island fick också visst självstyre i och med danska grundlagar och kommunallagar från och med mitten av 1800-talet. Islands självständighetssträvanden började ungefär samtidigt och en markering var samlandet av en isländsk nationalförsamling 1851 (ursprungligen inkallad 1848) med syfte att skapa en isländsk grundlag och ett ökat isländskt självstyre (jämför en:National Assembly (Iceland) och is:Þjóðfundurinn 1851). Dessa självständighetssträvanden sammanföll med en rad andra folks självständighetssträvanden i Europa under nationalismens, demokratirörelsernas, nationalliberalismens och liberalismens 1800-tal efter franska revolutionen.

### Folkomröstningen om grundlagsförslaget 1944
I folkomröstningen, som godkände grundlagsförslaget 1944, röstade islänningarna med stor majoritet för grundlagsförslaget och folkomröstningen hade också stort valdeltagande. Valdeltagandet låg på 98,61 % då 73 058 av 74 091 röstberättigade islänningar gick och röstade. Av dessa röstade 95,04 % eller 69 435 personer för förslaget (röstade ja) och 1,44 % eller 1 051 mot förslaget. 3,52 % av rösterna var den sammanlagda andelen av antalet avgivna blanka röster (2 054) och ogiltiga röster (518).

### Förebilder
Islands grundlag påminner textmässigt om den äldre grundlagen av år 1918 och vissa delar av dessa grundlagar har förebilder i danska grundlagar och dansk konstitutionell rätt. Till exempel finns i Danmark samma regler om rätten att ge dispens, det vill säga att sådan rätt bestäms enligt en särskild lag. Också ministrarnas roll med ministerstyre och ministermöte och statsråd och om statsreligion om statschefens roll påminner om den konstitutionella situationen och seden i Danmark.